# شهرستان بیله‌سوار (جمهوری آذربایجان)
بیله‌سوار (به لاتین Biləsuvar) نام شهرستان و بخشی در جنوب کشور جمهوری آذربایجان است.

## ریشه واژه
در نقشه‌های قدیمی از این ناحیه با نام پیل‌سوار یاد شده است که به معنی سوار بر فیل یا سواران بزرگ است و اشاره به سپاهیان ساسانی دارد

## مشاهیر بیله‌سوار
پروفسور آزاد ابیشف-عضو آکادمی علوم نیویورک
پروفسور ادریس آقایف-تاریخدان
پروفسور اسلام مصطفی یف-شیمیدان
پروفسور یادگار ترکل-دکترای فلسفه
پروفسور اغایار شوکورف-دکترای فلسفه
پروفسور ترلان فرجف-دکترای صنایع
پروفسور بهلول عبدالله یف-جانورشناس
پروفسور کامیل منسیمف-دکترای فیزیک ریاضی
پروفسور مسلم قربانف -دکترای فیزیک ریاضی
احمد مغانلی-نویسنده

## نگارخانه

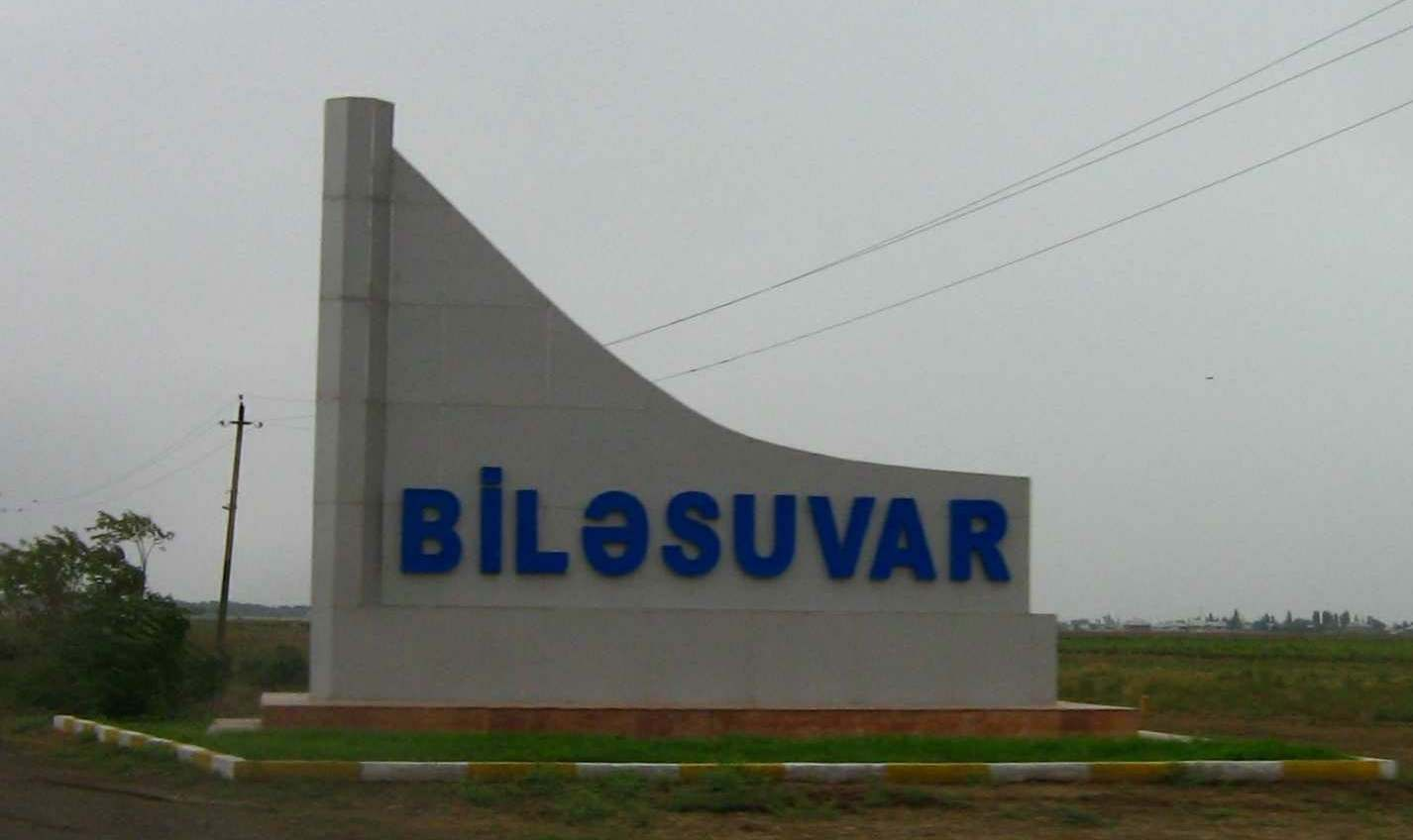
ورودی شهرستان بیله‌سوار